# Список легіонерів «Динамо» (Київ)
Список легіонерів «Динамо» (Київ) включає список усіх легіонерів київського «Динамо», які виступали за клуб у часи незалежності України. Найдовше перебували у клубі та найбільше матчів провели представники пострадянських країн: Валентин Белькевич — 224 матчів чемпіонату у 1996—2007 роках та Максим Шацьких — 215 матчів чемпіонату в 1998—2009 роках. До того ж, саме Шацьких є найкращим бомбардиром-легіонером у чемпіонаті за клуб — 97 голів.
Найбільше легіонерів «Динамо» мали бразильське громадянство — 20, проте лише троє з них (Діого Рінкон, Даніло Сілва та Бетао) змогли провести понад 100 матчів у чемпіонаті. Крім цього, 45 легіонерів з різних країн перебували у складі клубу, але так жодного разу і не вийшли у складі основної команди в чемпіонаті.
Усі футболісти подані за громадянством, починаючи з гравця, що зіграв найбільше матчів за клуб.
Жирним шрифтом виділено гравців, які перебувають на контракті в «Динамо».
В списку вказано кількість зіграних матчів лише в чемпіонаті України (Вищій лізі/Прем'єр-лізі) та лише за основну команду.
Станом на 9 жовтня 2024 року

### AUT

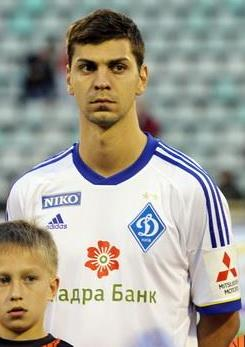
Александар Драгович

### BLR

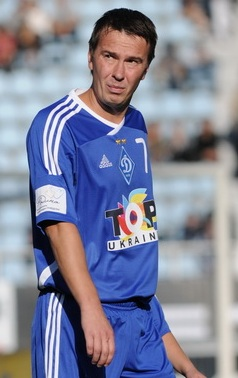
Валентин Белькевич

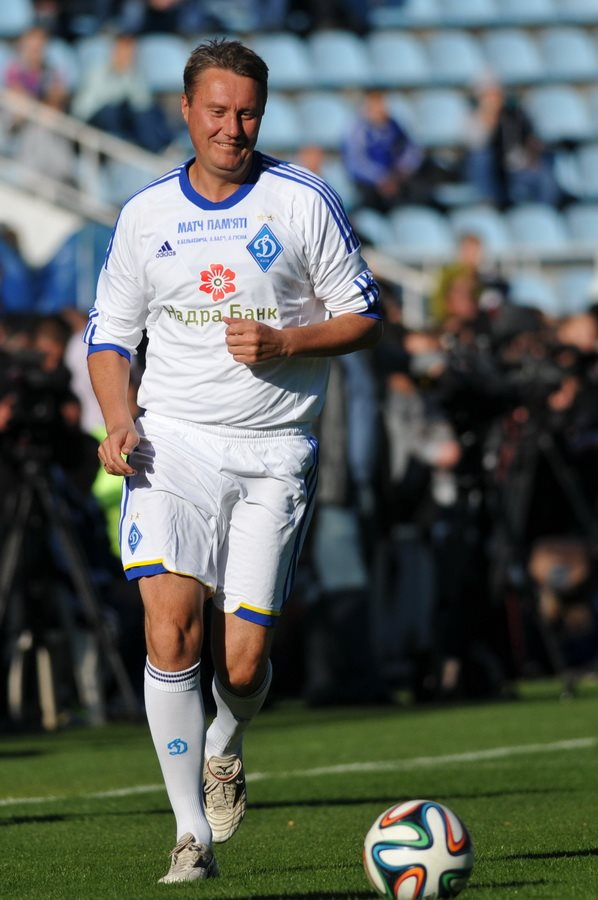
Олександр Хацкевич

### GEO

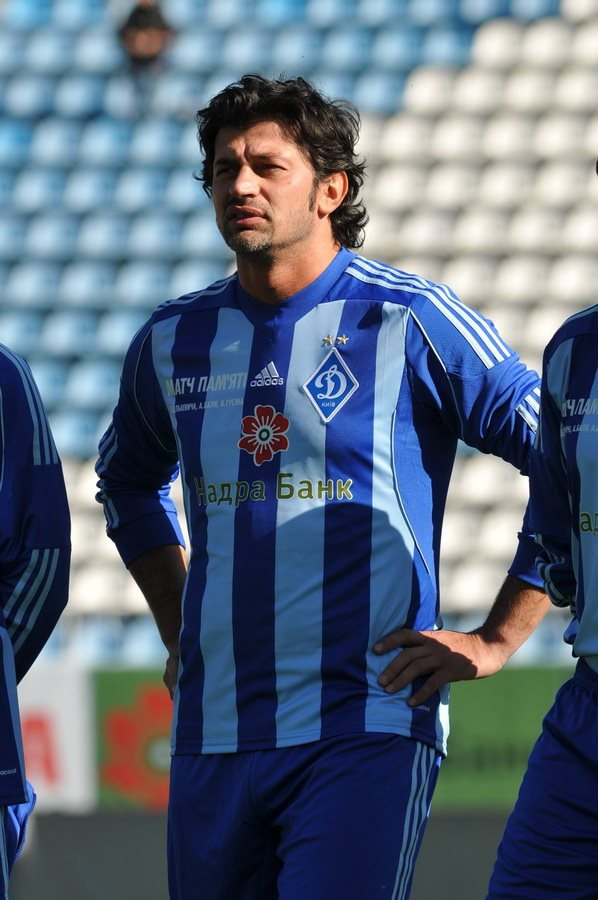
Каха Каладзе

### MKD

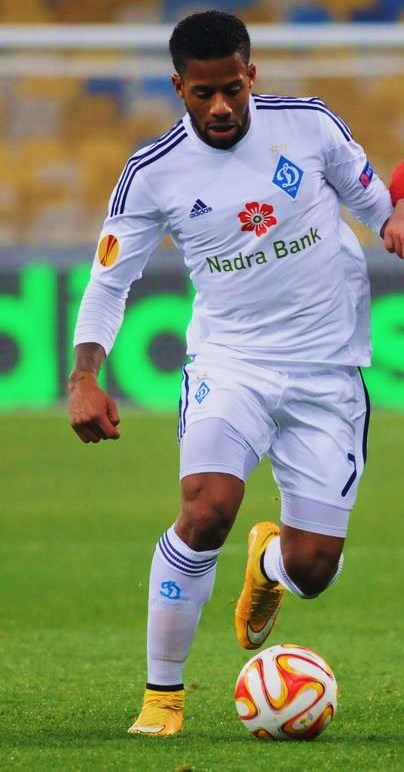
Джермейн Ленс

### NED

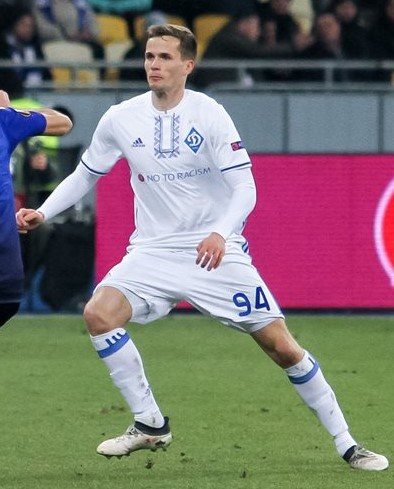
Томаш Кендзьора

### PRT

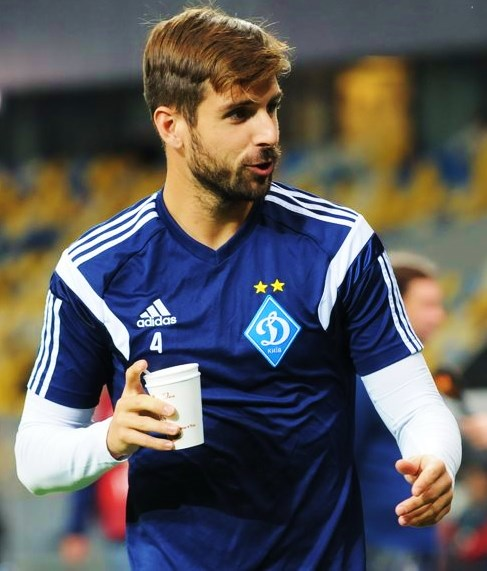
Мігел Велозу

### ROU

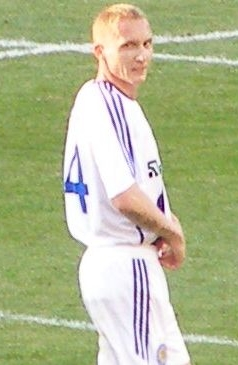
Тіберіу Гіоане

### SRB

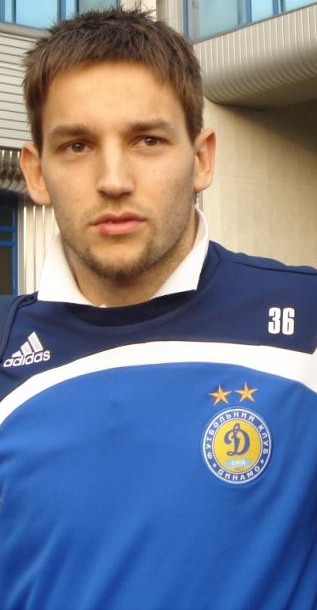
Милош Нинкович

### FIN

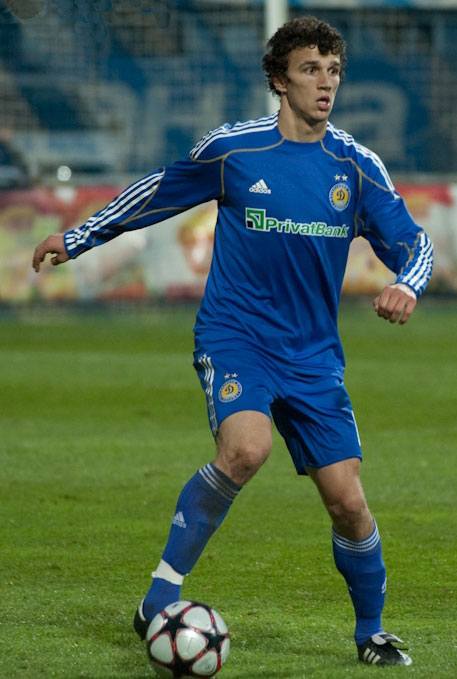
Роман Єременко

### CRO

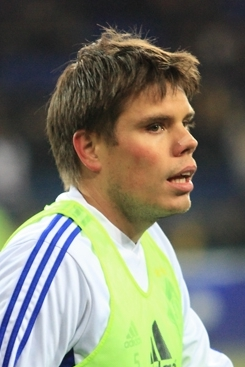
Огнен Вукоєвич

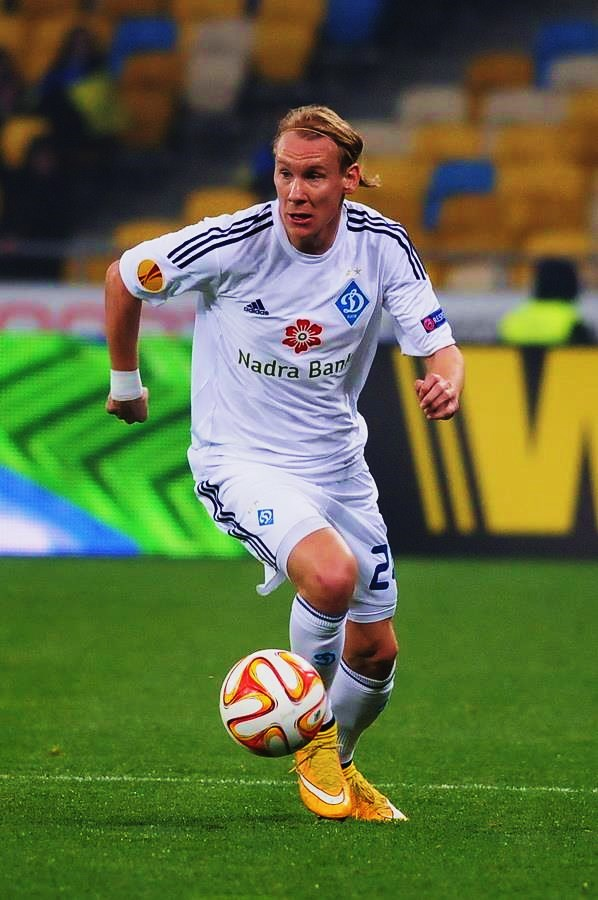
Домагой Віда

### TJK

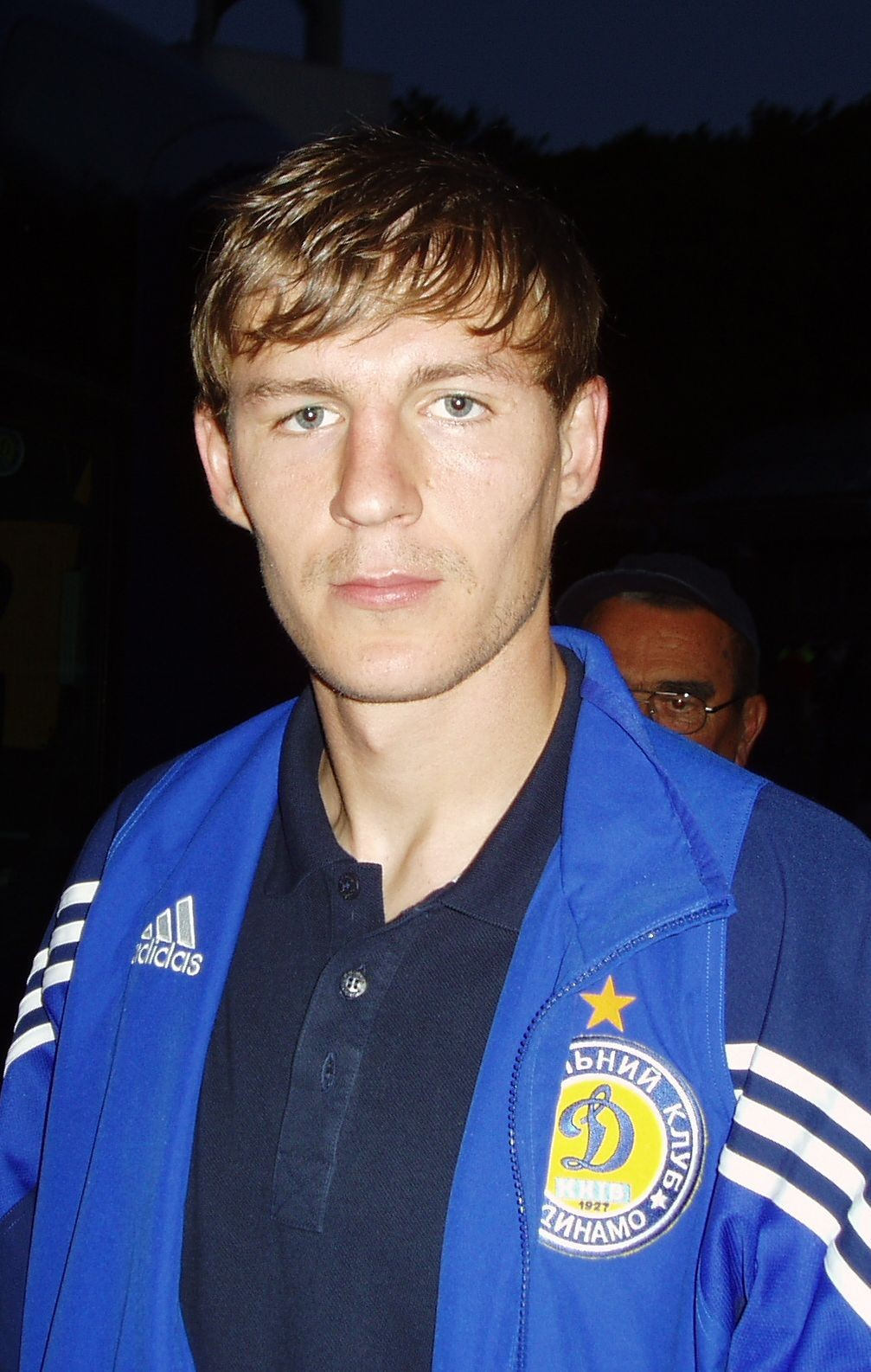
Максим Шацьких

### GIN

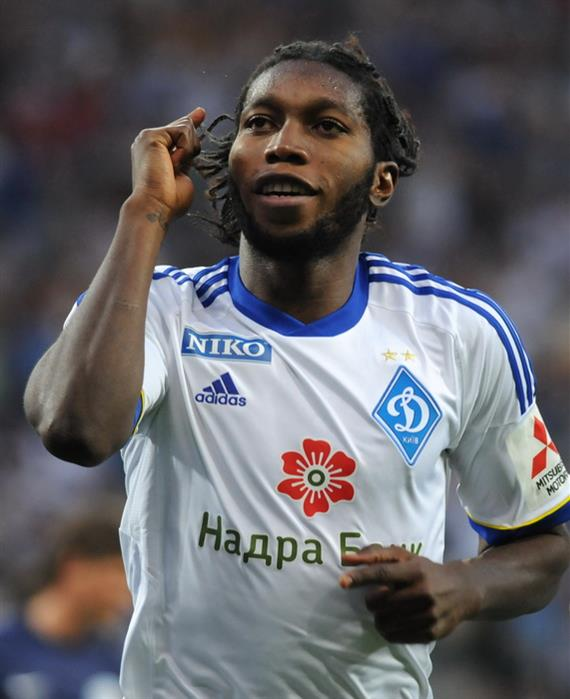
Дьємерсі Мбокані

### COD

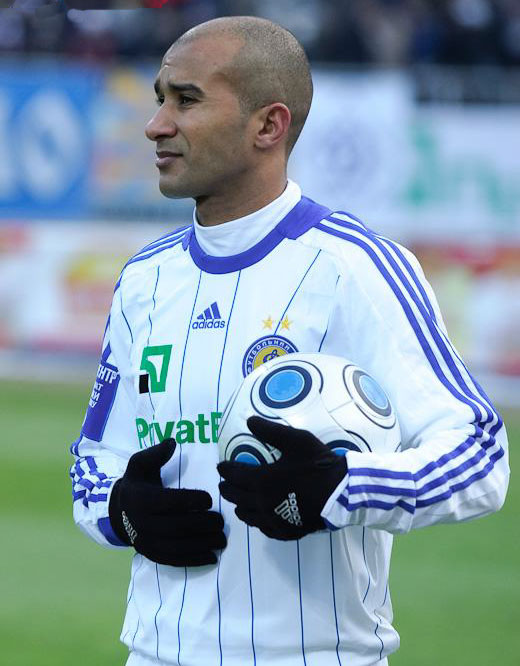
Бадр Ель-Каддурі

### NGR

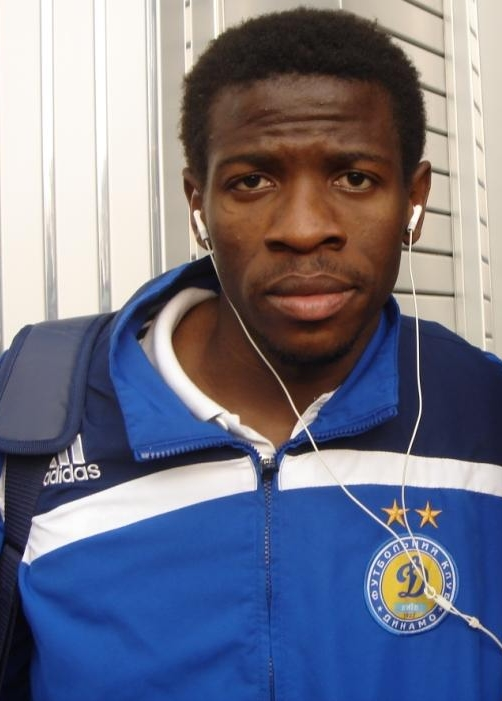
Аїла Юссуф

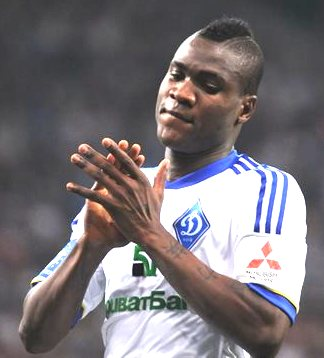
Браун Ідеє

## Європа

### Австрія
| Ім'я                | Позиція              | Період    | Попередній клуб | Наступний клуб | Теперішній клуб | Матчі (Голи) |
| ------------------- | -------------------- | --------- | --------------- | -------------- | --------------- | ------------ |
| Александар Драгович | центральний захисник | 2013—2016 | «Базель»        | «Баєр 04»      | «Аустрія»       | 66 (0)       |

### Бельгія
| Ім'я                    | Позиція  | Період    | Попередній клуб | Наступний клуб | Теперішній клуб | Матчі (Голи) |
| ----------------------- | -------- | --------- | --------------- | -------------- | --------------- | ------------ |
| Ібрагім Каргбо-молодший | нападник | 2020—2023 | «Руселаре»      | «Целє»         | «Єдинство»      | 2 (0)        |

### Білорусь
| Ім'я                 | Позиція                  | Період      | Попередній клуб     | Наступний клуб        | Теперішній клуб  | Матчі (Голи) |
| -------------------- | ------------------------ | ----------- | ------------------- | --------------------- | ---------------- | ------------ |
| Валентин Белькевич   | атакувальний півзахисник | 1996—2007   | / «Динамо» (Мінськ) | «Інтер» (Баку)        | Загинув          | 224 (51)     |
| Олександр Хацкевич   | центральний півзахисник  | 1996—2005   | / «Динамо» (Мінськ) | «Тяньцзінь Теда»      | Завершив кар'єру | 135 (26)     |
| Микита Корзун        | центральний півзахисник  | 2016—2020   | «Динамо» (Мінськ)   | «Шахтар» (Солігорськ) | «Єлімай»         | 20 (0)       |
| Володимир Маковський | нападник                 | 1997—1999   | «Динамо» (Мінськ)   | «Ворскла»             | Завершив кар'єру | 14 (4)       |
| Сергій Корніленко    | нападник                 | 2004        | «Динамо» (Мінськ)   | «Дніпро»              | Завершив кар'єру | 8 (2)        |
| Ілля Шкурін          | нападник                 | → 2021—2022 | «ЦСКА» (Москва)     | «ЦСКА» (Москва)       | «Сталь» (Мелець) | → 8 (0)      |
| Михайло Маковський   | півзахисник              | 1998—1999   | «Динамо» (Мінськ)   | «Ворскла»             | Завершив кар'єру | 2 (0)        |
| Андрій Воронков      | нападник                 | 2007—2013   | «Славія-Мозир»      | «Славія-Мозир»        | Завершив кар'єру | 0 (0)        |
| Азам Раджабов        | нападник                 | 2011—2013   | «Вітебськ»          | «Гомель»              | «Ліда»           | 0 (0)        |
| Артем Хацкевич       | півзахисник              | 2021—2022   | —                   | «Споже» (Прага)       | Завершив кар'єру | 0 (0)        |

### Болгарія
| Ім'я             | Позиція            | Період    | Попередній клуб     | Наступний клуб     | Теперішній клуб  | Матчі (Голи) |
| ---------------- | ------------------ | --------- | ------------------- | ------------------ | ---------------- | ------------ |
| Георгі Пеєв      | правий півзахисник | 2001—2006 | «Локомотив» (Софія) | «Амкар»            | Завершив кар'єру | 85 (8)       |
| Іван Корбанколев | нападник           | 2004      | «Академік» (Софія)  | «Академік» (Софія) | Завершив кар'єру | 0 (0)        |
| Атанас Чіпілов   | нападник           | 2003—2009 | «Левські»           | «Монтана»          | Завершив кар'єру | 0 (0)        |

### Вірменія
| Ім'я            | Позиція  | Період    | Попередній клуб   | Наступний клуб | Теперішній клуб  | Матчі (Голи) |
| --------------- | -------- | --------- | ----------------- | -------------- | ---------------- | ------------ |
| Руслан Корян    | нападник | 2006—2008 | «Олімпік»         | «Сочі-04»      | Завершив кар'єру | 0 (0)        |
| Єрванд Сукіасян | захисник | 1991—1993 | «Арарат» (Єреван) | ФК «Бориспіль» | Завершив кар'єру | 8 (2)        |

### Грузія
| Ім'я                   | Позиція     | Період    | Попередній клуб      | Наступний клуб       | Теперішній клуб  | Матчі (Голи) |
| ---------------------- | ----------- | --------- | -------------------- | -------------------- | ---------------- | ------------ |
| Каха Каладзе           | захисник    | 1998—2001 | «Динамо» (Тбілісі)   | «Мілан»              | Завершив кар'єру | 72 (6)       |
| Георгій Деметрадзе     | нападник    | 1999—2000 | «Аланія»             | «Реал Сосьєдад»      | Завершив кар'єру | 26 (15)      |
| Міхеїл Джишкаріані     | нападник    | 1994      | «Ворматія» (Вормс)   | «ЦСКА-Борисфен»      | Завершив кар'єру | 21 (4)       |
| Георгій Цітаішвілі     | півзахисник | 2017—     | —                    | —                    | «Динамо» (Київ)  | 19 (0)       |
| → Малхаз Асатіані      | захисник    | 2008—2009 | «Локомотив» (Москва) | «Локомотив» (Москва) | Завершив кар'єру | 11 (0)       |
| Отар Марцваладзе       | півзахисник | 2005—2008 | «ВІТ Джорджія»       | «Анжи»               | Завершив кар'єру | 6 (0)        |
| Кахабер Аладашвілі     | півзахисник | 2006—2009 | «Динамо» (Тбілісі)   | «Анжи»               | Завершив кар'єру | 2 (0)        |
| Давіт Імедашвілі       | захисник    | 2006—2009 | «ВІТ Джорджія»       | «Олімпі»             | Завершив кар'єру | 2 (0)        |
| Олександр Амісулашвілі | захисник    | 2004—2007 | «Динамо» (Тбілісі)   | «Спартак» (Нальчик)  | Завершив кар'єру | 0 (0)        |
| Гіоргі Джгереная       | захисник    | 2016      | «Гагра»              | «Гагра»              | «Іберія 1999»    | 0 (0)        |
| Іраклій Кортуа         | захисник    | 2005      | «Гагра»              | «Блазма»             | Завершив кар'єру | 0 (0)        |
| Лука Лочошвілі         | захисник    | 2017—2020 | «Динамо» (Тбілісі)   | «Динамо» (Тбілісі)   | «Кремонезе»      | 0 (0)        |
| Лаша Тотадзе           | захисник    | 2008—2009 | «Гагра»              | «Гагра»              | Завершив кар'єру | 0 (0)        |

### Данія
| Ім'я            | Позиція     | Період    | Попередній клуб | Наступний клуб | Теперішній клуб | Матчі (Голи) |
| --------------- | ----------- | --------- | --------------- | -------------- | --------------- | ------------ |
| Міккель Дуелунд | півзахисник | 2018—2024 | «Мідтьюлланн»   | «Орхус»        | «Орхус»         | 21 (1)       |

### Іспанія
| Ім'я          | Позиція  | Період    | Попередній клуб | Наступний клуб | Теперішній клуб | Матчі (Голи) |
| ------------- | -------- | --------- | --------------- | -------------- | --------------- | ------------ |
| Фран Соль     | нападник | 2019—2024 | «Віллем II»     | «АЕК»          | «АЕК»           | 17 (2)       |
| → Лукас Перес | нападник | 2013      | «Карпати»       | «ПАОК»         | «Депортіво»     | 0 (0)        |

### Казахстан
| Ім'я          | Позиція  | Період    | Попередній клуб    | Наступний клуб | Теперішній клуб  | Матчі (Голи) |
| ------------- | -------- | --------- | ------------------ | -------------- | ---------------- | ------------ |
| Юрій Аксьонов | захисник | 1991—1992 | «Арарат» (Камишин) | «Ротор»        | Завершив кар'єру | 0 (0)        |

### Латвія
| Ім'я                | Позиція  | Період    | Попередній клуб | Наступний клуб | Теперішній клуб  | Матчі (Голи) |
| ------------------- | -------- | --------- | --------------- | -------------- | ---------------- | ------------ |
| Маріс Верпаковскіс  | нападник | 2003—2011 | «Сконто»        | «Баку»         | Завершив кар'єру | 49 (11)      |
| Віталійс Ягодінскіс | захисник | 2012—2016 | «Юрмала-VV»     | «Діошдьйор»    | «Вісакха»        | 0 (0)        |

### Литва
| Ім'я                    | Позиція     | Період    | Попередній клуб       | Наступний клуб       | Теперішній клуб  | Матчі (Голи) |
| ----------------------- | ----------- | --------- | --------------------- | -------------------- | ---------------- | ------------ |
| Вальдемарас Мартінкенас | воротар     | 1991—1993 | «Жальгіріс» (Вільнюс) | «Віль»               | Загинув          | 24 (-16)     |
| Ігоріс Панкратьєвас     | півзахисник | 1992—1993 | «Летувос Маккабі»     | «Нива-Борисфен»      | Завершив кар'єру | 9 (2)        |
| Гінтарас Квіткаускас    | півзахисник | 1992      | «Пахтакор» (Ташкент)  | «Верес» (Рівне)      | Завершив кар'єру | 6 (0)        |
| Едгарас Чеснаускіс      | півзахисник | 2003—2005 | «Екранас»             | «Сатурн» (Раменське) | Завершив кар'єру | 5 (0)        |
| Тітас Бузас             | півзахисник | 2021—2022 | «ДФК Дайнава»         | «Аугсбург»           | «Хегельманн»     | 0 (0)        |

### Люксембург
| Ім'я            | Позиція  | Період | Попередній клуб | Наступний клуб | Теперішній клуб | Матчі (Голи) |
| --------------- | -------- | ------ | --------------- | -------------- | --------------- | ------------ |
| Жерсон Родрігеш | нападник | 2019—  | «Джубіло Івата» | —              | «Динамо» (Київ) | 33 (6)       |

### Північна Македонія
| Ім'я           | Позиція        | Період    | Попередній клуб | Наступний клуб | Теперішній клуб  | Матчі (Голи) |
| -------------- | -------------- | --------- | --------------- | -------------- | ---------------- | ------------ |
| Горан Попов    | лівий захисник | 2010—2014 | «Геренвен»      | «Вардар»       | Завершив кар'єру | 32 (2)       |
| Решат Рамадані | півзахисник    | 2023—     | «Шкендія»       | —              | «Динамо» (Київ)  | 3 (0)        |

### Молдова
| Ім'я               | Позиція     | Період    | Попередній клуб    | Наступний клуб     | Теперішній клуб       | Матчі (Голи) |
| ------------------ | ----------- | --------- | ------------------ | ------------------ | --------------------- | ------------ |
| Кетелін Карп       | захисник    | 2012—2014 | «Шахтар» (Донецьк) | «ЧФР Клуж»         | «Омонія 29-го травня» | 0 (0)        |
| Дмитро Мандриченко | півзахисник | 2016—2017 | «Динамо-Авто»      | «Спікул»           | «ДФК Дайнава»         | 0 (0)        |
| Андрій Сосновський | захисник    | 1997—1998 | «Зімбру»           | «Спартак» (Москва) | Завершив кар'єру      | 0 (0)        |
| Дан Писле          | півзахисник | 2005      | «Уніспорт-Авто»    | «Васлуй»           | «Сперанца» (Дрокія)   | 0 (0)        |

### Нідерланди
| Ім'я          | Позиція     | Період    | Попередній клуб | Наступний клуб | Теперішній клуб | Матчі (Голи) |
| ------------- | ----------- | --------- | --------------- | -------------- | --------------- | ------------ |
| Джермейн Ленс | півзахисник | 2013—2015 | ПСВ             | «Сандерленд»   | «Реал Срананг»  | 49 (10)      |

### Польща
| Ім'я            | Позиція         | Період    | Попередній клуб | Наступний клуб | Теперішній клуб  | Матчі (Голи) |
| --------------- | --------------- | --------- | --------------- | -------------- | ---------------- | ------------ |
| Томаш Кендзьора | правий захисник | 2017—2024 | «Лех»           | «ПАОК»         | «ПАОК»           | 125 (5)      |
| Лукаш Теодорчик | нападник        | 2014—2017 | «Лех»           | «Андерлехт»    | Завершив кар'єру | 24 (10)      |

### Португалія
| Ім'я             | Позиція        | Період    | Попередній клуб | Наступний клуб | Теперішній клуб     | Матчі (Голи) |
| ---------------- | -------------- | --------- | --------------- | -------------- | ------------------- | ------------ |
| Мігел Велозу     | півзахисник    | 2012—2016 | «Дженоа»        | «Дженоа»       | Завершив кар'єру    | 78 (6)       |
| Віторіну Антуніш | лівий захисник | 2015—2018 | «Малага»        | «Хетафе»       | «Пасуш-де-Феррейра» | 49 (3)       |

### Росія
| Ім'я                | Позиція         | Період    | Попередній клуб              | Наступний клуб            | Теперішній клуб  | Матчі (Голи) |
| ------------------- | --------------- | --------- | ---------------------------- | ------------------------- | ---------------- | ------------ |
| Олексій Герасименко | нападник        | 1997—2001 | «Ростсільмаш»                | «Шинник»                  | Завершив кар'єру | 51 (3)       |
| Раміз Мамедов       | правий захисник | 1999—2000 | «Крила Рад» (Самара)         | «Штурм» (Грац)            | Завершив кар'єру | 13 (0)       |
| Максим Деменко      | півзахисник     | 1994      | «Кубань»                     | «Лада»                    | Завершив кар'єру | 13 (0)       |
| Володимир Кузьмичов | півахисник      | 2000—2001 | «Чорноморець» (Новоросійськ) | ЦСКА (Москва)             | Завершив кар'єру | 11 (2)       |
| Андрій Єщенко       | правий захисник | 2006—2011 | «Хімки»                      | «Волга» (Нижній Новгород) | Завершив кар'єру | 11 (1)       |
| Валерій Єсипов      | нападник        | 1992      | «Факел» (Воронеж)            | «Ротор» (Волгоград)       | Завершив кар'єру | 6 (0)        |
| Олександр Філімонов | воротар         | 2001      | «Спартак» (Москва)           | «Уралан»                  | Завершив кар'єру | 4 (-1)       |
| → Олександр Сонін   | нападник        | 2003      | «Спартак» (Москва)           | «Арсенал» (Київ)          | Завершив кар'єру | 0 (0)        |
| Аллан Дугблєй       | півзахисник     | 2004      | «Іжевськ»                    | «Пресня» (Москва)         | Завершив кар'єру | 0 (0)        |
| Юрій Недашковський  | півзахисник     | 2003—2006 | «РВУФК»                      | «Океан»                   | Завершив кар'єру | 0 (0)        |
| Максим Федоров      | півзахисник     | 2003—2007 | «Зміна» (Калуга)             | «Рязань»                  | Завершив кар'єру | 0 (0)        |

### Румунія
| Ім'я            | Позиція                  | Період      | Попередній клуб     | Наступний клуб   | Теперішній клуб  | Матчі (Голи) |
| --------------- | ------------------------ | ----------- | ------------------- | ---------------- | ---------------- | ------------ |
| Тіберіу Гіоане  | півзахисник              | 2001—2011   | Рапід (Бухарест)    | Завершив кар'єру | Завершив кар'єру | 168 (32)     |
| Флорін Чернат   | атакувальний півзахисник | 2001—2009   | «Динамо» (Бухарест) | «Хайдук» (Спліт) | Завершив кар'єру | 130 (28)     |
| Крістіан Ірімія | захисник                 | 2005—2007   | «Динамо» (Бухарест) | «Спортул»        | Завершив кар'єру | 4 (0)        |
| Тудор Белуце    | опорний півзахисник      | → 2020—2021 | «Брайтон»           | «Брайтон»        | «Шльонськ»       | → 1 (0)      |

### Сербія
| Ім'я              | Позиція                  | Період    | Попередній клуб    | Наступний клуб     | Теперішній клуб  | Матчі (Голи) |
| ----------------- | ------------------------ | --------- | ------------------ | ------------------ | ---------------- | ------------ |
| Горан Гавранчич   | центральний захисник     | 2001—2008 | «Чукарички»        | «Партизан»         | Завершив кар'єру | 136 (22)     |
| Милош Нинкович    | півзахисник              | 2004—2013 | «Чукарички»        | «Црвена Звезда»    | Завершив кар'єру | 109 (14)     |
| Мар'ян Маркович   | правий захисник          | 2005—2008 | «Црвена Звезда»    | «Црвена Звезда»    | Завершив кар'єру | 37 (2)       |
| Александар Пантич | центральний захисник     | 2017—2019 | «Вільярреал»       | «Докса Катокопіас» | без клубу        | 15 (0)       |
| Радосав Петрович  | опорний півзахисник      | 2015—2016 | «Генчлербірлігі»   | «Спортінг»         | «АПОЕЛ»          | 7 (1)        |
| Периця Огненович  | атакувальний півзахисник | 2003—2004 | «Далянь Шиде»      | «Анже»             | Завершив кар'єру | 2 (0)        |
| Ігор Петкович     | правий захисник          | 2001—2009 | «Младост» (Апатин) | «Срем»             | Завершив кар'єру | 1 (0)        |
| Зоран Кулич       | півзахисник              | 2001      | «Младост» (Лучані) | «Младост» (Лучані) | Завершив кар'єру | 0 (0)        |

### Словаччина
| Ім'я         | Позиція            | Період    | Попередній клуб | Наступний клуб | Теперішній клуб  | Матчі (Голи) |
| ------------ | ------------------ | --------- | --------------- | -------------- | ---------------- | ------------ |
| Томаш Брушко | правий півзахисник | 2001—2005 | ЗТС Кераметал   | «Дубниця»      | Завершив кар'єру | 0 (0)        |

### Словенія
| Ім'я            | Позиція     | Період    | Попередній клуб | Наступний клуб | Теперішній клуб | Матчі (Голи) |
| --------------- | ----------- | --------- | --------------- | -------------- | --------------- | ------------ |
| Беньямін Вербич | півзахисник | 2018—2022 | «Копенгаген»    | «Панатінаїкос» | «Панатінаїкос»  | 79 (27)      |

### Угорщина
| Ім'я         | Позиція         | Період    | Попередній клуб | Наступний клуб    | Теперішній клуб  | Матчі (Голи) |
| ------------ | --------------- | --------- | --------------- | ----------------- | ---------------- | ------------ |
| Тамаш Кадар  | захисник        | 2017—2020 | «Лех»           | «Шаньдун Лунен»   | «МТК»            | 66 (0)       |
| Ласло Боднар | правий захисник | 2000—2004 | «Дебрецен»      | «Рода» (Керкраде) | Завершив кар'єру | 51 (3)       |
| Балаж Фаркаш | нападник        | 2005—2010 | «Ньїредьгаза»   | «Дебрецен»        | Завершив кар'єру | 5 (0)        |

### Фінляндія
| Ім'я           | Позиція     | Період                 | Попередній клуб | Наступний клуб | Теперішній клуб | Матчі (Голи)     |
| -------------- | ----------- | ---------------------- | --------------- | -------------- | --------------- | ---------------- |
| Роман Єременко | півзахисник | → 2008—2009, 2009—2011 | «Удінезе»       | «Рубін»        | «Гністан»       | → 19 (1), 58 (4) |

### Франція
| Ім'я              | Позиція         | Період    | Попередній клуб | Наступний клуб          | Теперішній клуб  | Матчі (Голи) |
| ----------------- | --------------- | --------- | --------------- | ----------------------- | ---------------- | ------------ |
| Бенуа Тремулінас  | лівий захисник  | 2013—2014 | «Бордо»         | «Севілья»               | Завершив кар'єру | 10 (0)       |
| Шагір Бельгазуані | півзахисник     | 2007—2012 | «Гренобль»      | «Зюлте-Варегем»         | Завершив кар'єру | 0 (0)        |
| Марк Фашан        | правий захисник | 2009      | «Осер»          | «Хімнастік» (Таррагона) | Завершив кар'єру | 0 (0)        |

### Хорватія
| Ім'я             | Позиція              | Період    | Попередній клуб     | Наступний клуб      | Теперішній клуб  | Матчі (Голи) |
| ---------------- | -------------------- | --------- | ------------------- | ------------------- | ---------------- | ------------ |
| Огнєн Вукоєвич   | опорний півзахисник  | 2008—2015 | «Динамо» (Загреб)   | «Аустрія» (Відень)  | Завершив кар'єру | 167 (12)     |
| Домагой Віда     | захисник             | 2013—2017 | «Динамо» (Загреб)   | «Бешикташ»          | «АЕК» (Афіни)    | 103 (10)     |
| Єрко Леко        | півзахисник          | 2002—2006 | «Динамо» (Загреб)   | «Монако»            | Завершив кар'єру | 62 (7)       |
| Горан Саблич     | центральний захисник | 2002—2010 | «Хайдук» (Спліт)    | «Хайдук» (Спліт)    | Завершив кар'єру | 52 (2)       |
| Йосип Пиварич    | лівий захисник       | 2017—2020 | «Динамо» (Загреб)   | «Локомотива»        | Завершив кар'єру | 29 (0)       |
| Ніко Краньчар    | півзахисник          | 2012—2016 | «Тоттенгем Готспур» | «Нью-Йорк Космос»   | Завершив кар'єру | 13 (4)       |
| Денис Главина    | півзахисник          | 2004—2008 | «Динамо» (Загреб)   | «Ворскла» (Полтава) | «СПГ Хрваті»     | 0 (0)        |
| → Томислав Бушич | нападник             | 2007—2008 | «Хайдук» (Спліт)    | «Хайдук» (Спліт)    | «Госк Кастел»    | 0 (0)        |

### Чорногорія
| Ім'я         | Позиція  | Період    | Попередній клуб | Наступний клуб | Теперішній клуб  | Матчі (Голи) |
| ------------ | -------- | --------- | --------------- | -------------- | ---------------- | ------------ |
| Янко Симович | захисник | 2012—2013 | «Могрен»        | «Ловчен»       | Завершив кар'єру | 0 (0)        |

### Швейцарія

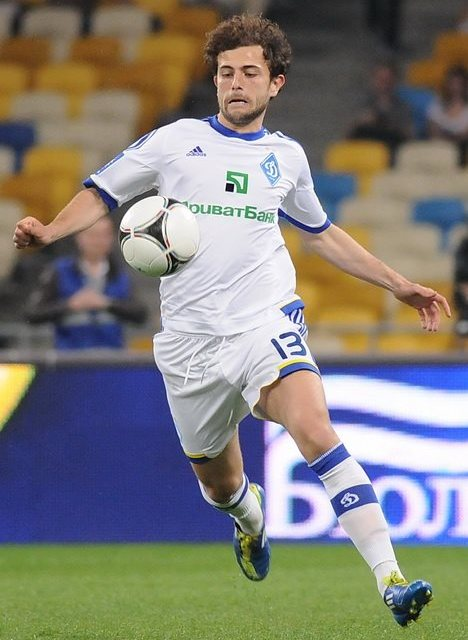
Адмір Мехмеді

| Ім'я          | Позиція  | Період    | Попередній клуб | Наступний клуб | Теперішній клуб  | Матчі (Голи) |
| ------------- | -------- | --------- | --------------- | -------------- | ---------------- | ------------ |
| Адмір Мехмеді | нападник | 2012—2014 | «Цюрих»         | «Фрайбург»     | Завершив кар'єру | 34 (2)       |

## Азія

### Киргизстан
| Ім'я             | Позиція  | Період    | Попередній клуб | Наступний клуб      | Теперішній клуб       | Матчі (Голи) |
| ---------------- | -------- | --------- | --------------- | ------------------- | --------------------- | ------------ |
| Ахлідін Ісраїлов | нападник | 2008—2016 | «Абдиш-Ата»     | «Черкаський Дніпро» | «Нефтчі» (Кочкор-Ата) | 0 (0)        |

### Кувейт
| Ім'я            | Позиція     | Період | Попередній клуб | Наступний клуб | Теперішній клуб  | Матчі (Голи) |
| --------------- | ----------- | ------ | --------------- | -------------- | ---------------- | ------------ |
| Насер Аль-Саухі | півзахисник | 1995   | «Ат-Тадамун»    | «Ат-Тадамун»   | Завершив кар'єру | 1 (0)        |

### Таджикистан
| Ім'я             | Позиція  | Період    | Попередній клуб   | Наступний клуб | Теперішній клуб  | Матчі (Голи) |
| ---------------- | -------- | --------- | ----------------- | -------------- | ---------------- | ------------ |
| Віталій Левченко | захисник | 1988—1994 | «Динамо» (Ірпінь) | ЦСКА (Київ)    | Завершив кар'єру | 0 (0)        |

### Узбекистан
| Ім'я                 | Позиція  | Період    | Попередній клуб         | Наступний клуб       | Теперішній клуб  | Матчі (Голи) |
| -------------------- | -------- | --------- | ----------------------- | -------------------- | ---------------- | ------------ |
| Максим Шацьких       | нападник | 1998—2009 | «Балтика» (Калінінград) | «Локомотив» (Астана) | Завершив кар'єру | 215 (97)     |
| → Камоліддін Мурзоєв | нападник | 2007      | «Машал»                 | «Машал»              | Завершив кар'єру | 0 (0)        |

## Африка

### Гана
| Ім'я                  | Позиція     | Період    | Попередній клуб | Наступний клуб | Теперішній клуб | Матчі (Голи) |
| --------------------- | ----------- | --------- | --------------- | -------------- | --------------- | ------------ |
| Абдул Кадірі Мохаммед | півзахисник | 2019—2023 | «Аустрія»       | «Араз»         | «Мохаммедан»    | 15 (0)       |

### Гвінея
| Ім'я            | Позиція  | Період    | Попередній клуб | Наступний клуб | Теперішній клуб  | Матчі (Голи) |
| --------------- | -------- | --------- | --------------- | -------------- | ---------------- | ------------ |
| Ісмаель Бангура | нападник | 2007—2009 | «Ле-Ман»        | «Ренн»         | Завершив кар'єру | 46 (28)      |

### ДР Конго
| Ім'я             | Позиція  | Період    | Попередній клуб | Наступний клуб | Теперішній клуб | Матчі (Голи) |
| ---------------- | -------- | --------- | --------------- | -------------- | --------------- | ------------ |
| Дьємерсі Мбокані | нападник | 2013—2018 | «Андерлехт»     | «Антверпен»    | Без клубу       | 54 (25)      |

### Кот-д'Івуар
| Ім'я            | Позиція     | Період | Попередній клуб | Наступний клуб   | Теперішній клуб  | Матчі (Голи) |
| --------------- | ----------- | ------ | --------------- | ---------------- | ---------------- | ------------ |
| Джуніор Ахіссан | півзахисник | 2016   | «Крила Рад»     | Завершив кар'єру | Завершив кар'єру | 0 (0)        |

### Марокко
| Ім'я                  | Позиція     | Період    | Попередній клуб     | Наступний клуб      | Теперішній клуб  | Матчі (Голи) |
| --------------------- | ----------- | --------- | ------------------- | ------------------- | ---------------- | ------------ |
| Бадр Ель-Каддурі      | захисник    | 2002—2013 | «Відад»             | Завершив кар'єру    | Завершив кар'єру | 123 (4)      |
| Юнес Беланда          | півзахисник | 2013—2017 | «Монпельє»          | «Галатасарай»       | «Аль-Шамаль»     | 56 (8)       |
| → Гішам Махдуфі       | півзахисник | 2007—2008 | «Олімпік» (Хурібга) | «Олімпік» (Хурібга) | Завершив кар'єру | 0 (0)        |
| Тарік Ель Жармуні     | воротар     | 2003      | «Відад»             | «Відад»             | Завершив кар'єру | 0 (0)        |
| Ель Мегді Ель Хамліші | півзахисник | 2021—2022 | «ХПС Ла Ліга»       | «Ан-Наср»           | «Тетуан»         | 0 (0)        |

### Нігерія
| Ім'я              | Позиція             | Період    | Попередній клуб      | Наступний клуб         | Теперішній клуб   | Матчі (Голи) |
| ----------------- | ------------------- | --------- | -------------------- | ---------------------- | ----------------- | ------------ |
| Аїла Юссуф        | опорний півзахисник | 2003—2015 | «Юніон Бенк»         | Вільний агент          | Завершив кар'єру  | 98 (5)       |
| Браун Ідеє        | нападник            | 2011—2014 | «Сошо»               | «Вест-Бромвіч Альбіон» | «Аль-Ярмук»       | 74 (34)      |
| Лукман Аруна      | півзахисник         | 2011—2016 | «Монако»             | «Паланга»              | Завершив кар'єру  | 50 (8)       |
| Беніто            | півзахисник         | 2020—     | «Тамбов»             | —                      | «Динамо» (Київ)   | 30 (3)       |
| Лакі Ідахор       | нападник            | 2000—2003 | «Націонале»          | «Ворскла»              | Завершив кар'єру  | 27 (5)       |
| → Тає Тайво       | захисник            | 2012—2013 | «Мілан»              | «Бурсаспор»            | Завершив кар'єру  | 20 (0)       |
| → Фанендо Аді     | нападник            | 2011      | «Металург» (Донецьк) | «Таврія»               | Завершив кар'єру  | 3 (0)        |
| Франк Теміле      | півзахисник         | 2008—2013 | «Валлетта»           | «Біркіркара»           | Завершив кар'єру  | 1 (0)        |
| Гаррісон Омоко    | захисник            | 2000—2003 | «Плато Юнайтед»      | «Ворскла»              | Завершив кар'єру  | 0 (0)        |
| Еммануель Окодува | нападник            | 2008—2012 | «Жерміналь»          | «Еносіс»               | Завершив кар'єру  | 0 (0)        |
| Джозеф Окоро      | півзахисник         | 2019—2020 | ?                    | «Гомель»               | «Динамо» (Мінськ) | 0 (0)        |

### Сенегал
| Ім'я         | Позиція              | Період    | Попередній клуб | Наступний клуб | Теперішній клуб  | Матчі (Голи) |
| ------------ | -------------------- | --------- | --------------- | -------------- | ---------------- | ------------ |
| Пап Діакате  | центральний захисник | 2007—2011 | «Нансі»         | «Гранада»      | Завершив кар'єру | 37 (1)       |
| Самба Діалло | півзахисник          | 2021—     | «АФ Дару Салам» | —              | «Динамо» (Київ)  | 11 (1)       |
| → Демба Туре | нападник             | 2007      | «Грассгоппер»   | «Грассгоппер»  | Завершив кар'єру | 4 (0)        |

## Південна Америка

### Аргентина
| Ім'я              | Позиція     | Період    | Попередній клуб  | Наступний клуб     | Теперішній клуб  | Матчі (Голи) |
| ----------------- | ----------- | --------- | ---------------- | ------------------ | ---------------- | ------------ |
| Марко Рубен       | нападник    | 2012—2016 | «Вільярреал»     | «Росаріо Сентраль» | Завершив кар'єру | 11 (1)       |
| Факундо Бертольйо | півзахисник | 2010—2016 | «Колон»          | «АПОЕЛ»            | «Іракліс»        | 4 (0)        |
| Роберто Нанні     | нападник    | 2003—2008 | «Велес Сарсфілд» | «Велес Сарсфілд»   | Завершив кар'єру | 1 (1)        |

### Болівія
| Ім'я         | Позиція  | Період    | Попередній клуб | Наступний клуб      | Теперішній клуб  | Матчі (Голи) |
| ------------ | -------- | --------- | --------------- | ------------------- | ---------------- | ------------ |
| Дієго Суарес | нападник | 2007—2016 | «Блумінг»       | «Орієнте Петролеро» | Завершив кар'єру | 0 (0)        |

### Бразилія
| Ім'я                  | Позиція                  | Період      | Попередній клуб       | Наступний клуб        | Теперішній клуб             | Матчі (Голи) |
| --------------------- | ------------------------ | ----------- | --------------------- | --------------------- | --------------------------- | ------------ |
| Даніло Сілва          | захисник                 | 2010—2017   | «Інтернасьйонал»      | «Інтернасьйонал»      | Завершив кар'єру            | 154 (3)      |
| Діого Рінкон          | атакувальний півзахисник | 2002—2009   | «Інтернасьйонал»      | «Кавала»              | Завершив кар'єру            | 129 (46)     |
| Бетао                 | захисник                 | 2008—2015   | «Сантос»              | «Евіан»               | Завершив кар'єру            | 106 (0)      |
| Карлос Корреа         | півзахисник              | 2006—2012   | «Палмейрас»           | «Палмейрас»           | Завершив кар'єру            | 75 (12)      |
| Клебер                | нападник                 | 2004—2009   | «Сан-Паулу»           | «Крузейро»            | Завершив кар'єру            | 74 (28)      |
| Родолфо               | правий захисник          | 2004—2007   | «Флуміненсе»          | «Локомотив» (Москва)  | Завершив кар'єру            | 56 (6)       |
| Жуніор Мораес         | нападник                 | 2015—2018   | «Металург» (Донецьк)  | «Шахтар»              | Завершив кар'єру            | 54 (22)      |
| Леандро Алмейда       | захисник                 | 2009—2013   | «Атлетіку Мінейру»    | «Куритиба»            | «Ксагра Юнайтед»            | 52 (3)       |
| Родріго               | центральний захисник     | 2005—2012   | «Сан-Паулу»           | «Віторія» (Салвадор)  | Завершив кар'єру            | 44 (7)       |
| Жерсон Маграо         | півзахисник              | 2009—2012   | «Крузейро»            | «Прімавера»           | «Іпатінга»                  | 27 (3)       |
| Сідклей               | лівий захисник           | 2018—2023   | «Атлетіку Паранаенсі» | «ПАС Ламія 1964»      | «Амазонас»                  | 25 (3)       |
| Дуду                  | півзахисник              | 2011—2015   | «Крузейро»            | «Палмейрас»           | «Палмейрас»                 | 24 (2)       |
| Гільєрме              | нападник                 | 2009—2011   | «Крузейро»            | «Атлетіку Мінейру»    | Без клубу                   | 11 (5)       |
| Раффаел               | півзахисник              | 2012—2013   | «Герта» (Берлін)      | «Боруссія» М          | Завершив кар'єру            | 9 (1)        |
| Че Че                 | півзахисник              | 2018—2019   | «Палмейрас»           | «Сан-Паулу»           | «Ботафогу» (Ріо-де-Жанейро) | 9 (0)        |
| Вітіньйо              | півзахисник              | 2021—       | «Атлетіку Паранаенсі» | —                     | «Динамо» (Київ)             | 8 (3)        |
| Майкл                 | лівий півзахисник        | 2007—2011   | «Палмейрас»           | «Португеза Деспортос» | Завершив кар'єру            | 8 (3)        |
| Леандро Машаду        | нападник                 | 2002—2003   | «Фламенгу»            | «Санта-Клара»         | Завершив кар'єру            | 5 (2)        |
| Алессандро Морі Нунєс | правий захисник          | 2003—2007   | «Фламенгу»            | «Сантос»              | Завершив кар'єру            | 4 (1)        |
| Андре                 | нападник                 | 2010—2012   | «Сантос»              | «Атлетіку Мінейру»    | Завершив кар'єру            | 3 (0)        |
| Вітор Буено           | півзахисник              | → 2018—2019 | «Сантос»              | «Сантос»              | «Сересо Осака»              | → 2 (0)      |
| Клейтон               | півзахисник              | 2020—2021   | «Атлетіку Мінейру»    | «ССА Масейо»          | «Перак»                     | 1 (0)        |

### Венесуела
| Ім'я         | Позиція  | Період | Попередній клуб | Наступний клуб | Теперішній клуб | Матчі (Голи) |
| ------------ | -------- | ------ | --------------- | -------------- | --------------- | ------------ |
| Ерік Рамірес | нападник | 2021—  | «ДАК 1904»      | —              | «Динамо» (Київ) | 17 (4)       |

### Колумбія
| Ім'я                 | Позиція              | Період    | Попередній клуб   | Наступний клуб    | Теперішній клуб        | Матчі (Голи) |
| -------------------- | -------------------- | --------- | ----------------- | ----------------- | ---------------------- | ------------ |
| → Браян Себальйос    | центральний захисник | 2024      | «Форталеза»       | «Форталеза»       | «Нью-Інгленд Революшн» | 3 (1)        |
| Андрес Ескобар       | нападник             | 2011—2018 | «Депортіво Калі»  | «Естудьянтес»     | Завершив кар'єру       | 0 (0)        |
| → Гаррісон Отальваро | півзахисник          | 2006      | «Америка де Калі» | «Америка де Калі» | Завершив кар'єру       | 0 (0)        |
| → Хосе Морено Мора   | нападник             | 2006      | «Америка де Калі» | «Індепендьєнте»   | Завершив кар'єру       | 0 (0)        |

### Парагвай
| Ім'я            | Позиція     | Період    | Попередній клуб | Наступний клуб | Теперішній клуб | Матчі (Голи) |
| --------------- | ----------- | --------- | --------------- | -------------- | --------------- | ------------ |
| Дерліс Гонсалес | півзахисник | 2015—2020 | «Базель»        | «Олімпія»      | «Олімпія»       | 50 (7)       |

### Перу
| Ім'я            | Позиція              | Період    | Попередній клуб | Наступний клуб | Теперішній клуб | Матчі (Голи) |
| --------------- | -------------------- | --------- | --------------- | -------------- | --------------- | ------------ |
| Карлос Самбрано | центральний захисник | 2018—2020 | «Рубін»         | «Бока Хуніорс» | «Альянса Ліма»  | 0 (0)        |

### Суринам
| Ім'я            | Позиція     | Період | Попередній клуб | Наступний клуб | Теперішній клуб | Матчі (Голи) |
| --------------- | ----------- | ------ | --------------- | -------------- | --------------- | ------------ |
| Джастін Лонвейк | півзахисник | 2022—  | «Віборг»        | —              | «Динамо» (Київ) | 20 (1)       |

### Уругвай
| Ім'я           | Позиція     | Період    | Попередній клуб | Наступний клуб   | Теперішній клуб | Матчі (Голи) |
| -------------- | ----------- | --------- | --------------- | ---------------- | --------------- | ------------ |
| Карлос де Пена | півзахисник | 2019—2022 | «Насьйональ»    | «Інтернасьйонал» | «Баїя»          | 71 (15)      |

## Північна Америка

### Панама
| Ім'я            | Позиція  | Період | Попередній клуб | Наступний клуб | Теперішній клуб | Матчі (Голи) |
| --------------- | -------- | ------ | --------------- | -------------- | --------------- | ------------ |
| Едуардо Герреро | нападник | 2024—  | «Зоря»          | —              | «Динамо» (Київ) | 11 (0)       |

### Ямайка
| Ім'я         | Позиція     | Період    | Попередній клуб | Наступний клуб | Теперішній клуб | Матчі (Голи) |
| ------------ | ----------- | --------- | --------------- | -------------- | --------------- | ------------ |
| Кахім Перріс | півзахисник | 2022—2024 | «Копер»         | «Сабах»        | «Сабах»         | 13 (0)       |